# Aspelund
Aspelund est une localité du comté de Troms, en Norvège.

## Géographie
Administrativement, Aspelund fait partie de la kommune de Lenvik.